# (24450) Victorchang
(24450) Victorchang est un astéroïde de la ceinture principale.

## Description
(24450) Victorchang est un astéroïde de la ceinture principale. Il fut découvert le 29 août 2000 à Reedy Creek par John Broughton. Il présente une orbite caractérisée par un demi-grand axe de 2,96 UA, une excentricité de 0,12 et une inclinaison de 2,4° par rapport à l'écliptique.

## Compléments